# T2D型蒸汽机车
T2D型蒸汽机车是波兰国内各工矿企业所使用的一款轮式为0-8-0T的水柜式蒸汽机车。

## 历史
第二次世界大战结束后，几乎所有的机车和机车车辆都有需求。其中，工矿企业需要一个简单可靠的水柜式蒸汽机车。因此Fablok工厂根据亨舍爾在二战期间留下的设计图，于1950年制造出T2D型蒸汽机车。在1950年到1963年间，Fablok工厂共计制造406台本型机车，其中90台出口中国，316台交付于上西里西亚地区各工矿企业，因此被昵称为“Śląsk”。虽然波兰国家铁路并未对T2D型蒸汽机车授予正式车型代号，但部分工矿企业将该型机车命名为TKp型。

## 出口
1961年到1962年间，90台T2D型机车出口至中华人民共和国，并被中华人民共和国铁道部编为ET7型。应当注意的是，本型机车的调节阀操纵杆安装位置与波兰国内自用之T2D型蒸汽机车不同，且部分机车在运用过程中由水柜式变为煤水车式。

## 保存
16台T2D型机车静态展示于波兰境内，9台T2D型机车于瑞士、荷兰、英国等国观光铁路静态展示和动态展示，1台静态展示于中国境内。

## 备注
1. ↑  波兰语：“西里西亚”
2. 1 2  .   [2018-04-23]. （原始内容存档于2018-05-28）.
3. ↑  0-8-0T轮式蒸汽机车在波兰国家铁路统编为TKp型蒸汽机车，此命名同样适用于波兰国内各工矿企业。因此，大多数TKp型蒸汽机车可以说是T2D型蒸汽机车。
4. ↑  另一说法称Fablok工厂将102台T2D型机车出口至中华人民共和国，但此说法存疑。
5. ↑  ET7形テンダー蒸気機関車_中国の蒸気機関車 （页面存档备份，存于）_くろがねのみち
6. ↑  TKp (T2D, ‘Śląsk’) （页面存档备份，存于），Kolumna wyrównana do lewej
7. ↑  ET7 401 to ET7 5501 （页面存档备份，存于）_Railography : Chinese Locomotive Lists